# Collection One
Collection One è il primo album in studio del rapper statunitense Saint Jhn, pubblicato il 30 marzo 2018 dalla Godd Complexx e Hitco.
L'album contiene il brano Roses, che è entrato nelle classifiche dei singoli in quaranta paesi, raggiungendo la vetta della Official Singles Chart, dopo che il produttore kazako Imanbek ne ha realizzato una versione remix.

## Pubblicazione
A febbraio 2018 Saint Jhn ha annunciato che la pubblicazione dell'album sarebbe avvenuta il 9 marzo 2018, tuttavia l'uscita è stata posticipata per il 30 marzo dello stesso anno.

## Tracce
1. Lust (con Janelle Kroll) – 2:46 (Carlos Phillips, Janelle Kroll, Lee Stashenko)
2. 3 Below – 3:11 (Carlos Phillips, Lee Stashenko)
3. Surf Club – 4:00 (Carlos Phillips, Lee Stashenko)
4. Roses – 2:53 (Carlos Phillips, Lee Stashenko)
5. Reflex – 4:01 (Carlos Phillips, Lee Stashenko)
6. God Bless the Internet – 3:49 (Carlos Phillips, Corey Latif Williams, Lee Stashenko)
7. Selfish – 3:54 (Carlos Phillips, Lee Stashenko)
8. God Bless the Ratchets – 3:41 (Carlos Phillips, Sham Joseph)
9. Nigga Shit (Swoosh) – 3:07 (Carlos Phillips, Lee Stashenko)
10. Traci Lords – 3:07 (Carlos Phillips, Lee Stashenko)
11. Brilliant Bitch – 3:04 (Carlos Phillips, Lee Stashenko)
12. Some Nights (Extended) – 3:45 (Carlos Phillips, Lee Stashenko)
13. I Heard You Got Too Litt Last Night – 3:17 (Carlos Phillips, Lee Stashenko, Rami Afuni)

## Classifiche

### Classifiche settimanali
| Classifica (2020) | Posizione massima |
| ----------------- | ----------------- |
| Canada            | 7                 |
| Stati Uniti       | 50                |

### Classifiche di fine anno
| Classifica (2020) | Posizione |
| ----------------- | --------- |
| Canada            | 37        |
| Stati Uniti       | 140       |